# Liste des chapitres de Chi : Une vie de chat
Cet article est un complément de celui sur le manga Chi : Une vie de chat. Il présente la liste des volumes reliés publiés et les chapitres qu'ils contiennent.

## Liste des volumes et chapitres
| no | Japonais         | Japonais          | Français         | Français          |
| no | Date de sortie   | ISBN              | Date de sortie   | ISBN              |
| --- | ---------------- | ----------------- | ---------------- | ----------------- |
| 1 | 22 novembre 2004 | 978-4-06-334943-6 | 17 novembre 2010 | 978-2-7234-7838-0 |
| Liste des chapitres : - 1 : Chi perd son chemin - 2 : Chi est recueilli - 3 : Chi passe un sale quart d'heure - 4 : Chi oublie - 5 : Chi prend un nouveau départ - 6 : Chi est déçu - 7 : Chi a compris - 8 : Chi se souvient - 9 : Chi rêve - 10 : Chi s'énerve - 11 : Chi est très joueur - 12 : Chi perd encore son chemin - 13 : Chi se bagarre - 14 : Chi va chez le vétérinaire (1re partie) - 15 : Chi va chez le vétérinaire (2e partie) - 16 : Chi est échaudée - 17 : Chi exploratrice - 18 : Chi se fait repérer - 19 : Chi s'attache à papa - 20 : Chi garde la maison |                  |                   |                  |                   |
| 2 | 23 août 2005     | 978-4-06-372050-1 | 26 janvier 2011  | 978-2-7234-7845-8 |
| Liste des chapitres : - 21 : Chi est ravie (猫、感動する。, Neko, Kandou Suru.) - 22 : Chi prend un bain (猫、お風呂に入る。, Neko, Ofuronihairu.) - 23 : Chi se frotte à Yohei (猫、対決する。, Neko, Taiketsu Suru.) - 24 : Chi veut se faire remarquer (猫、主張する。, Neko, Shuchou Suru.) - 25 : Chi est embêtée (猫、固まる。, Neko, Katamaru.) - 26 : Chi fait une rencontre (猫、出会う。, Neko, Deau.) - 27 : Chi est embêtante (猫、邪魔する。, Neko, Jama Suru.) - 28 : Chi se fait dévorer (猫、食べられる。, Neko, Taberareru.) - 29 : Chi est à l'affût (猫、窺う。, Neko, Ukagau.) - 30 : Chi raconte (猫、報告する。, Neko, Houkoku Suru.) - 31 : Chi utilise sa tête (猫、頭を使う。, Neko, Atama o Tsukau.) - 32 : Chi ennuie papa (猫、困らせる。, Neko, Komaraseru.) - 33 : Chi tâtonne (猫、探す。, Neko, Sagasu.) - 34 : Chi poursuit un congénère (猫、追跡する。, Neko, Tsuiseki Suru.) - 35 : Chi rentre à la maison (猫、お家に帰る。, Neko, OieniKaeru.) - 36 : Chi se rebelle (猫、反抗する。, Neko, Hankou Suru.) - 37 : Chi résiste (猫、抵抗する。, Neko, Teikou Suru.) - 38 : Chi fait la tête (猫、いじける。, Neko, Ijikeru.) |                  |                   |                  |                   |
| 3 | 21 avril 2006    | 978-4-06-372141-6 | 16 mars 2011     | 978-2-7234-7846-5 |
| Liste des chapitres : - 39 : Chi imite - 40 : Chi se fait prendre en photo - 41 : Chi retient la leçon - 42 : Chi se cache - 43 : Chi joue les médiatrices - 44 : Chi se fait attaquer - 45 : Chi se fait une amie - 46 : Chi apprend - 47 : Chi est prise au piège - 48 : Chi en prend de la graine - 49 : Chi fait des efforts - 50 : Chi veut sortir - 51 : Chi supplie - 52 : Chi donne un rendez-vous - 53 : Chi dit au revoir - 54 : Chi découvre - 55 : Chi est partie - 56 : Chi fait une fugue |                  |                   |                  |                   |
| 4 | 23 avril 2007    | 978-4-06-372286-4 | 18 mai 2011      | 978-2-7234-7847-2 |
| Liste des chapitres : - 57 : Chi se prépare ((猫、準備する。, Neko, Junbi Suru.) - 58 : Chi imagine (猫、想像する。, Neko, Souzou Suru.) - 59 : Chi déménage (猫、引っ越す。, Neko, Hikkosu.) - 60 : Chi sent (猫、嗅ぐ。, Neko, Kagu.) - 61 : Chi explore (猫、開拓する。, Neko, Kaitaku Suru.) - 62 : Chi grimpe (猫、登る。, Neko, Nobaru.) - 63 : Chi se présente (猫、挨拶する。, Neko, Aisatsu Suru.) - 64 : Chi nargue (猫、挑む。, Neko, Idomu.) - 65 : Chi se creuse les méninges (猫、悩む。, Neko, Nayamu.) - 66 : Chi se trompe (猫、誤解する。, Neko, Gokai Suru.) - 67 : Chi se fait couper les griffes (猫、爪を切られる。, Neko, Tsume o Kireraru.) - 68 : Chi passe à table (猫、囲む。, Neko, Kakomu.) - 69 : Chi joue dans le jardin (猫、庭で遊ぶ。, Neko, Niwa De Osobu.) - 70 : Chi fait une découverte (猫、発見する。, Neko, Hakken Suru.) - 71 : Chi se cache (猫、隠す。, Neko, Kakusu.) - 72 : Chi reste cachée (猫、もっと隠す。, Neko, Motto Kakusu.) - 73 : Chi est trouvée (猫、見つかる。, Neko, Mitsukaru.) - 74 : Chi suit (猫、追う。, Neko, Ou.)                                                                             |                  |                   |                  |                   |
| 5 | 23 avril 2008    | 978-4-06-375474-2 | 20 juillet 2011  | 978-2-7234-7848-9 |
| Liste des chapitres : - 75 : Chi reçoit - 76 : Chi dort - 77 : Chi enquête - 78 : Chi fait semblant de rien - 79 : Chi se sert de sa tête - 80 : Chi se fait brosser - 81 : Chi sort - 82 : Chi s'enthousiasme - 83 : Chi explore - 84 : Chi veut rentrer - 85 : Chi est invitée - 86 : Chi ne s'entend pas avec Yohei - 87 : Chi s'entend avec Yohei - 88 : Chi s'arrête - 89 : Chi s'interroge - 90 : Chi retrouve - 91 : Chi boit du lait - 92 : Chi montre le chemin |                  |                   |                  |                   |
| 6 | 23 avril 2009    | 978-4-06-375698-2 | 7 septembre 2011 | 978-2-7234-8363-6 |
| Liste des chapitres : - 93 : Chi laisse des traces (猫、跡をつける。, Neko, Ato o Tsukeru.) - 94 : Chi est contrariée (猫、止められる。, Neko, Tomerareru.) - 95 : Chi se bat en duel (猫、勝負する。, Neko, Shoubu Suru.) - 96 : Chi visite (猫、出没する。, Neko, Shutsubotsu Suru.) - 97 : Chi propose (猫、誘う。, Neko, Sasou.) - 98 : Chi passe une bonne journée (猫、満足する。, Neko, Manzoku Suru.) - 99 : Chi s'amuse (猫、喜ぶ。, Neko, Yorokobu.) - 100 : Chi fait la fête (猫、お祝いする。, Neko, Oiwai Suru.) - 101 : Chi dialogue (猫、伝わる。, Neko, Tsutawaru.) - 102 : Chi se fait aspirer (猫、吸われる。, Neko, Sūwareru.) - 103 : Chi fait tomber (猫、落とす。, Neko, Otosu.) - 104 : Chi épie (猫、のぞく。, Neko, Nozoku.) - 105 : Chi joue avec Alice (猫、打ち解ける。, Neko, Uchitokeru.) - 106 : Chi est imitée (猫、真似される。, Neko, Mannesareru.) - 107 : Chi reçoit un collier (猫、もらう。, Neko, Morau.) - 108 : Chi sort (猫、出かける。, Neko, Dekakeru.) - 109 : Chi reste dehors (猫、さらに出かける。, Neko, Sara ni Dekareru.) - 110 : Chi avance (猫、踏み出す。, Neko, Fumidasu.)                                |                  |                   |                  |                   |
| 7 | 23 avril 2010    | 978-4-06-375907-5 | 22 février 2012  | 978-2-7234-8364-3 |
| Liste des chapitres : - 111 : Chi suit (猫、ついていく。, Neko, Tsuiteiku.) - 112 : Chi est trop sûre d'elle (猫、過信する。, Neko, Kashinsuru.) - 113 : Chi est enfermée dehors (猫、隔てられる。, Neko, Hedaterareru.) - 114 : Chi rentre (猫、戻る。, Neko, Modoru.) - 115 : Chi résiste (猫、観念する。, Neko, Kannensuru.) - 116 : Chi regarde (猫、観る。, Neko, Miru.) - 117 : Chi est surprise (猫、驚く。, Neko, Odoroku.) - 118 : Chi est intéressée (猫、心を奪われる。, Neko, Kokoro o Ubawareru.) - 119 : Chi tente d'attaquer (猫、手を出す。, Neko, Deodasu.) - 120 : Chi se trompe (猫、誤解する。, Neko, gokai suru.) - 121 : Chi fond pour le fromage (猫、チーズする。, Neko, chīzu suru.) - 122 : Chi se fie à son flair (猫、気配を感じる。, Neko, kehai o kanjiru.) - 123 : Chi sent un changement (猫、異変を感じる。, Neko, ihen o kanjiru.) - 124 : Chi s'abrite de la pluie (猫、雨宿りする。, Neko, amayadori suru.) - 125 : Chi partage (猫、有共する。) - 126 : Chi se sent mal (猫、急変する。, Neko, kyūhen suru.) - 127 : Chi vomit (猫、吐く。, Neko, haku.) - 128 : Chi se montre courageuse (猫、頑張る。, Neko, ganbaru.)    |                  |                   |                  |                   |
| 8 | 22 avril 2011    | 978-4-06-376054-5 | 23 mai 2012      | 978-2-7234-8635-4 |
| Liste des chapitres : - 129 : Chi se découvre un talent - 130 : Chi espère - 131 : Chi vérifie - 132 : Chi angoisse - 133 : Chi est excitée - 134 : Chi est pursuivie - 135 : Chi est traquée - 136 : Chi saute - 137 : Chi rentre - 138 : Chi se repose - 139 : Chi observe - 140 : Chi sort - 141 : Chi s'infiltre - 142 : Chi prend une décision - 143 : Chi essaie - 144 : Chi cause du souci - 145 : Chi rentre - 146 : Chi pleure |                  |                   |                  |                   |
| 9 | 23 avril 2012    | 978-4-06-376628-8 | 31 octobre 2012  | 978-2-7234-9193-8 |
| Liste des chapitres : - 147 : Chi est contrariée - 148 : Chi demande - 149 : Chi se débat - 150 : Chi boude - 151 : Chi est attachée - 152 : Chi est détachée - 153 : Chi se dépêche - 154 : Chi attend - 155 : Chi s'énerve - 156 : Chi est confondue - 157 : Chi désire - 158 : Chi essaie - 159 : Chi passe à la pratique - 160 : Chi a sommeil - 161 : Chi est recherchée - 162 : Chi est à bout de forces - 163 : Chi retrouve ses habitudes - 164 : Chi se repose |                  |                   |                  |                   |
| 10 | 23 avril 2013    | 978-4-06-376810-7 | 27 novembre 2013 | 978-2-7234-9750-3 |
| Liste des chapitres : - 165 : Chi joue les guides - 166 : Chi vérifie - 167 : Chi est photographiée - 168 : Chi fait réfléchir - 169 : Chi sympathise - 170 : Chi est confondue - 171 : Chi n'est pas d'accord - 172 : Chi reçoit une leçon - 173 : Chi va voir - 174 : Chi s'interroge - 175 : Chi remarque - 176 : Chi pose des questions - 177 : Chi reçoit des explications - 178 : Chi s'entraîne - 179 : Chi attend - 180 : Chi apprend - 181 : Chi ressemble - 182 : Chi évolue |                  |                   |                  |                   |
| 11 | 23 avril 2014    | 978-4-06-376968-5 | 19 novembre 2014 | 978-2-344-00451-7 |
| Liste des chapitres : - 183 : Chi tente de discuter - 184 : Chi est troublée - 185 : Chi s'ennuie - 186 : Chi est choquée - 187 : Chi refuse d'admettre - 188 : Chi réalise - 189 : Chi est désespérée - 190 : Chi est appelée - 191 : Chi est très nerveuse - 192 : Chi mange en famille - 193 : Chi est étonnée - 194 : Chi est pressée de questions - 195 : Chi fouille dans sa mémoire - 196 : Chi n'a pas le moral - 197 : Chi est recherchée - 198 : Chi est chassée - 199 : Chi est fâchée - 200 : Chi rencontre |                  |                   |                  |                   |
| 12 | 23 juin 2015     | 978-4-06-358764-7 | 18 novembre 2015 | 978-2-344-01075-4 |